# セルピコ
『セルピコ』（原題: Serpico）は、1973年製作のアメリカ・イタリア合作映画。シドニー・ルメット監督作品。ニューヨーク市警に蔓延する汚職や腐敗に立ち向かう警察官の実話に基づいた作品。主人公であるフランク・セルピコをアル・パチーノが演じている。
1976年、『アウトロー刑事・セルピコ』としてデヴィッド・バーニー、バート・ヤング出演でドラマ化された（全15話）。パイロット版TV放送時題名『新セルピコ 孤独刑事最後の挑戦』。

## 概要

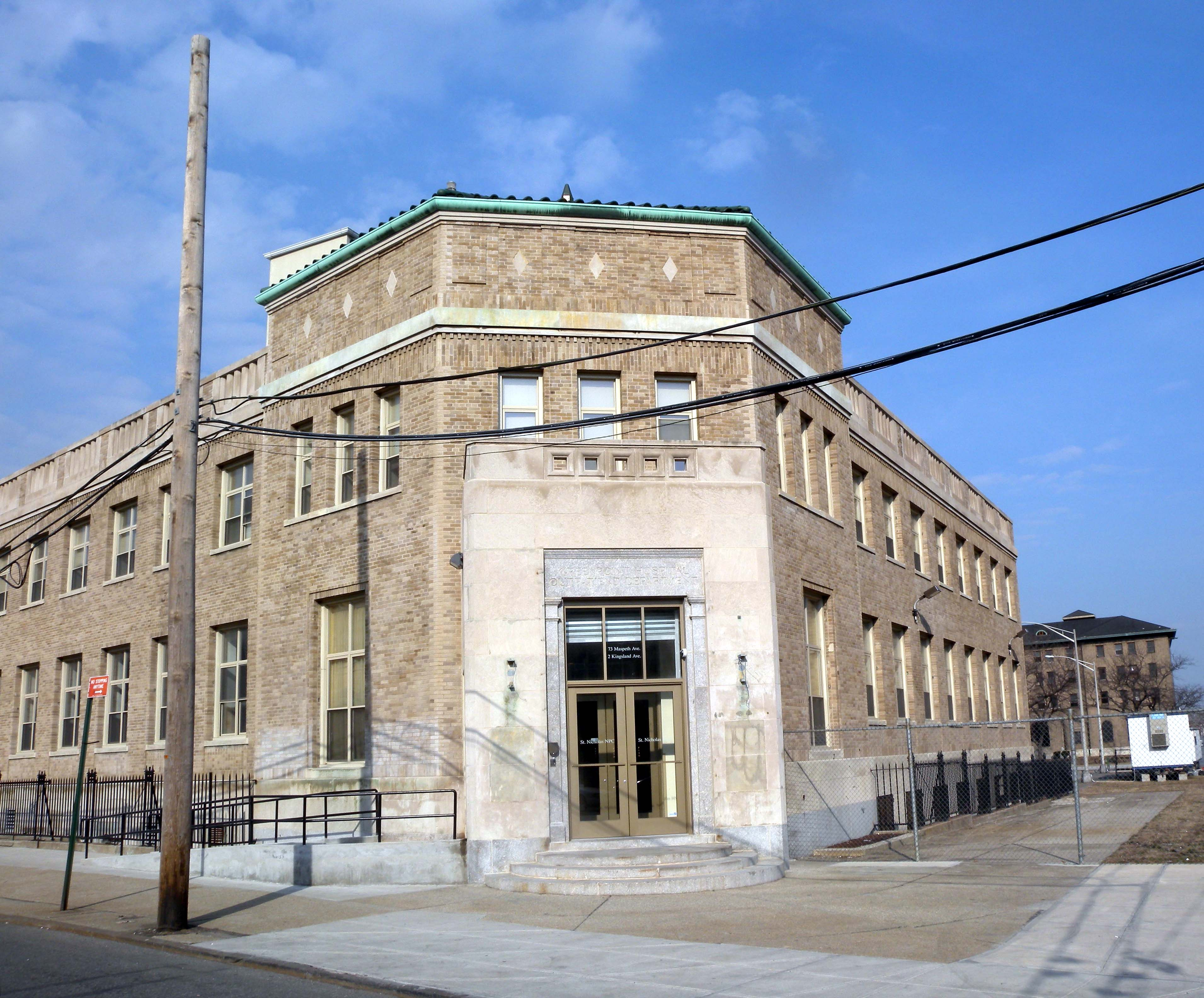
同僚に「誤射」されたセルピコが運び込まれたグリーンポイント病院（2009年撮影）

原作はジャーナリストのピーター・マースが執筆したフランク・セルピコの伝記である（『セルピコ』柿村敦訳 日本リーダーズダイジェスト社 1975）。マースの代理人に伝記の映画化を勧められたマーティン・ブレグマンが中心になって映画製作が開始された。当初ブレグマンはジョン・G・アヴィルドセンに監督を頼む予定だったが、政治的な側面を掘り下げたいアヴィルドセンと人間ドラマを中心に据えたいブレグマンの路線が対立、最終的にシドニー・ルメットが監督に選ばれた。
映画は1973年12月5日に公開され、全米で約2980万ドルの興行収入を挙げた。本作品における演技でアル・パチーノは1973年度のゴールデン・グローブ賞（ドラマ部門）とナショナル・ボード・オブ・レビュー賞の主演男優賞を獲得した。映画は同年度のアカデミー賞で主演男優賞と脚色賞にノミネートされたが、受賞には至らなかった。
パチーノが演じたフランク・セルピコは、警察組織内の汚職と闘い、1971年には汚職を告発した警察官としてアメリカでは有名な人物である。バッジナンバーは5566。2003年にアメリカン・フィルム・インスティチュートが選んだアメリカ映画100年のヒーローと悪役ベスト100では、セルピコがヒーロー部門第40位にランクインした。

## ストーリー
雨の降る夜、救急病院に一人の重症の警察官が運び込まれた。彼の名前はフランク・セルピコ、ニューヨーク市警の麻薬課刑事だ。セルピコは捜査中に同僚の警察官によって銃撃され、負傷したのだという。そのニュースを聞いた彼の上司は、「俺はセルピコを撃ち殺したいと言っていた警察官を6人知っている」と部下に語った。
何故セルピコは本来味方であるはずの警察組織内に多くの敵を抱えていたのか？物語はセルピコの警察学校の卒業式まで遡る。

## キャスト
| 役名               | 俳優                     | 日本語吹替                                                            | 日本語吹替 |
| 役名               | 俳優                     | テレビ朝日版                                                          |            |
| ------------------ | ------------------------ | --------------------------------------------------------------------- | ---------- |
| フランク・セルピコ | アル・パチーノ           | 野沢那智                                                              |            |
| マクレイン分署長   | ビフ・マクガイア         | 西村晃                                                                |            |
| ローリー           | バーバラ・エダ・ヤング   | 武藤礼子                                                              |            |
| シドニー・グリーン | ジョン・ランドルフ       | 宮川洋一                                                              |            |
| ボブ・ブレア       | トニー・ロバーツ         | 野島昭生                                                              |            |
| トム・キーオ       | ジャック・キーホー       | 宮田光                                                                |            |
| バーマン           | ルイス・J・シュタドレン  | 村越伊知郎                                                            |            |
| ハーマン・タウバー | アラン・リッチ           | 藤本譲                                                                |            |
| デイリー警視       | ジョージ・イード         | 緑川稔                                                                |            |
| ギャラガー局長     | M・エメット・ウォルシュ  | 緑川稔                                                                |            |
| パーマー警視       | バーナード・バロウ       | 上田敏也                                                              |            |
| コルサーロ         | リチャード・フォロンジー | 仲木隆司                                                              |            |
| ギルバート警視     | ジョン・レーン           | 水鳥鉄夫                                                              |            |
| ネイト・スミス     | ネイサン・ジョージ       | 若本紀昭                                                              |            |
| セルピコの母親     | ミルドレッド・クリントン | 藤夏子                                                                |            |
| レスリー・レーン   | コーネリア・シャープ     |                                                                       |            |
| 不明 その他        |                          | あずさ欣平 徳丸完 国坂伸 村山明 井口成人 麻上洋子 塚田恵美子 平林尚三 |            |
| 演出               |                          | 春日正伸                                                              |            |
| 翻訳               |                          | 飯嶋永昭                                                              |            |
| 調整               |                          | 山田太平                                                              |            |
| 効果               |                          | 赤塚不二夫                                                            |            |
| 制作               |                          | 東北新社                                                              |            |
| 初回放送           |                          | 1977年11月6日 『日曜洋画劇場』                                        |            |

※ 日本語吹替は2015年3月4日発売の『ユニバーサル思い出の復刻版 ブルーレイ』に収録。後に角川から発売された新盤DVD・ブルーレイにも収録されている。